# Yesükhei

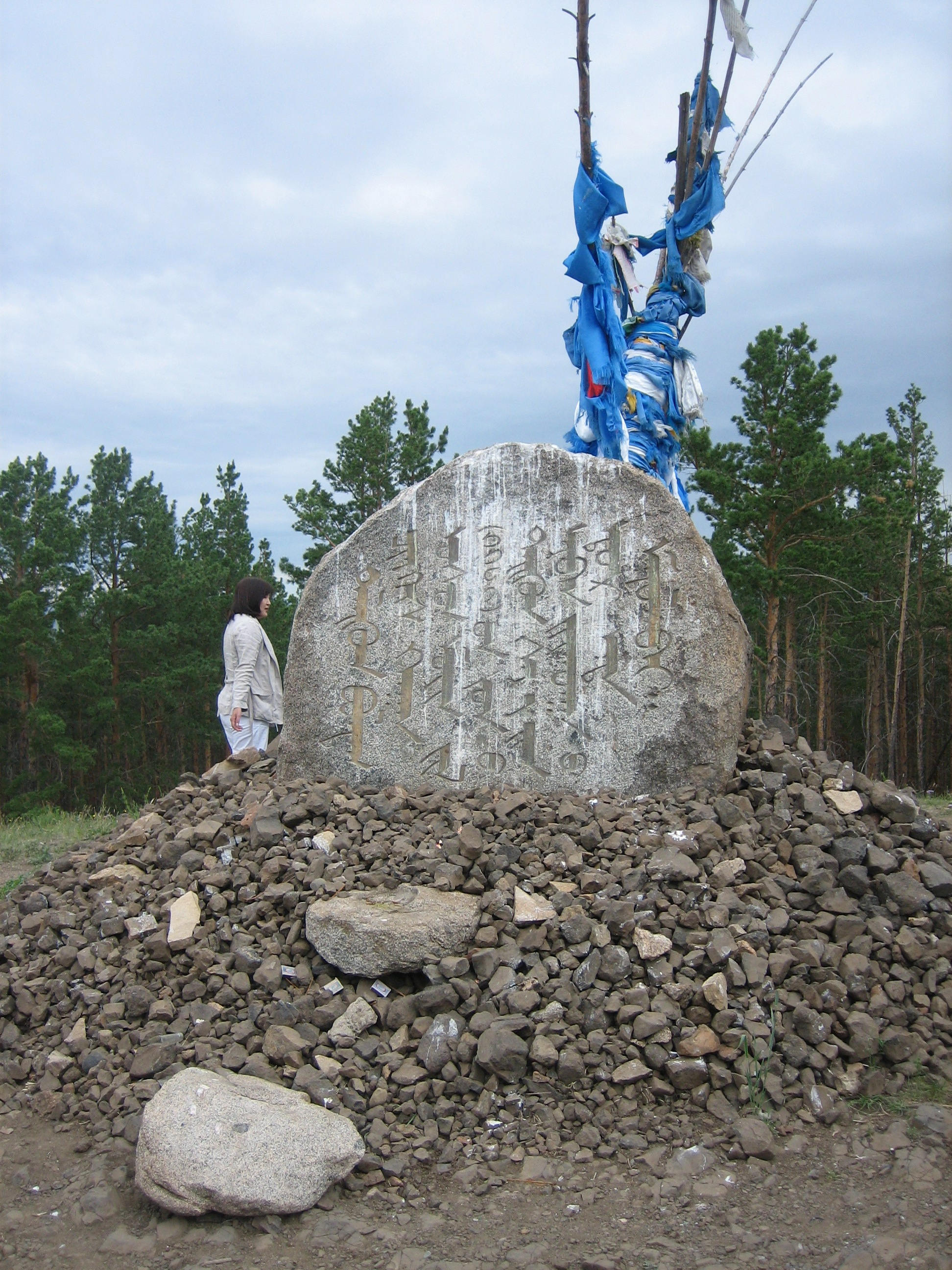
Een khadag (ceremoniële doek) om een gedenksteen in Dulun-Boldaq, de vallei waar Yesukheis zoon Dzjengis Khan mogelijk is geboren

Yesukhei Baatar, ook wel Yesükhei Baghatur ('Yesükhei de dappere'), overleden in 1171, was de clanleider van de Borjigin (meervoud: Borjigid). Hij kreeg samen met Hoelun (van de Olkunut-stam) vijf kinderen, vier zonen: Temüjin (later bekend als Dzjengis Khan), Khasar, Khaji'un en Temüge en een dochter, Temülün. Ook had hij nog twee kinderen bij een andere vrouw, Begter en Beigutai. 
Yesukhei werd waarschijnlijk vergiftigd door de Tatar (een naburige stam). Nu zou Temüjin leider worden (zoals toen gebruikelijk was), maar de stam stond dat niet toe en Temüjin en zijn familie werden verstoten. Yesukhei was de zoon van Bartan Baghatur, zoon van Khabul Khan, die door de Chinese Jin-dynastie als khagan werd erkend. Yesukhei had een bloedbroeder, Ong Khan of Toghrul genoemd, de leider van de stam van de Keiraïten. 